# Himesh Reshammiya
Himesh Reshammiya (hindi: हिमेश रेशम्मिया; ur. 23 lipca 1973 w Bhavnagar, w stanie Gudżarat) – indyjski muzyk filmowy. Śpiewa też w Playbacku i gra w filmach. W kinie aktywny od 1998 roku.
Nagroda Filmfare za Najlepszy Playback Męski za piosenkę „Aashiq Banaya Aapne” (w filmie Aashiq Banaya Aapne), nominowany za piosenkę „Jhalak Dikhlaja” w filmie Aksar (2006). Nagroda Zee Cine za Najlepszą Muzykę i Nagroda Screen Weekly za Najlepszą Muzykę – za film Dla ciebie wszystko (2003). Nominacje do nagród za muzykę do W sieci miłości, Dil Maange More, Humraaz, Aashiq Banaya Aapne i Aksar.

## Filmografia

### Aktor
- Aap Ka Suroor – The Real Love Story (2007)
- Karzzzz (zapowiedziany 2008)
- Aap Ka Suroor 2 (2008)
- Kajraare (2010)

### Kompozytor muzyki do filmów
1. Karzzzz (2008) (zapowiedziany)
2. Milenge Milenge (2008)
3. Anamika (2008)
4. Halla Bol (2008)
5. My Name Is Anthony Gonsalves (2008)
6. Dasavatharam (2008)
7. Kabhi Bhi Kahin Bhi (2008)
8. Welcome (2007/I)
9. Mr. Fraud (2007)
10. Darling (2007/III)
11. Aap Kaa Surroor: The Moviee – The Real Luv Story (2007)
12. Apne (2007)
13. Fool and Final (2007)
14. Good Boy Bad Boy (2007)
15. Shakalaka Boom Boom (2007)
16. Namastey London (2007)
17. Red: The Dark Side (2007)
18. Anjaam (2007)
19. Benaam (2007)
20. Rocky: The Rebel (2006)
21. Dil Diya Hai (2006)
22. Aap Ki Khatir (2006)
23. Ahista Ahista (2006)
24. Anthony Kaun Hai? (2006)
25. Cicho sza! (2006)
26. Phir Hera Pheri (2006)
27. 36 China Town (2006)
28. Banaras – A Mystic Love Story (2006)
29. Shaadi Se Pehle (2006)
30. Aksar (2006)
31. Tom, Dick, and Harry (2006)
32. Anjaane: The Unkown (2005) (as Himesh Reshmmiya)
33. Vaah! Life Ho Toh Aisi! (2005)
34. Kyon Ki – (2005)
35. Koi Aap Sa (2005)
36. Aashiq Banaya Aapne: Love Takes Over (2005)
37. Maine Pyaar Kyun Kiya? (2005)
38. Yakeen (2005)
39. Silsilay (2005)
40. Main Aisa Hi Hoon (2005)
41. Kuchh Meetha Ho Jaye (2005)
42. Nigehbaan: The Third Eye (2005)
43. Szantaż (2005)
44. Insan (2005)
45. Vaada (2005)
46. Dil Maange More!!! (2004)
47. W sieci miłości (2004)
48. Dil Ne Jise Apna Kaha (2004)
49. Taarzan: The Wonder Car (2004)
50. Julie (2004)
51. Bardaasht (2004)
52. Tum: A Dangerous Obsession (2004)
53. Aabra Ka Daabra (2004) (jako Himesh Reshmmiya)
54. Zameen (2003)
55. Dla ciebie wszystko (2003)
56. Chura Liyaa Hai Tumne (2003)
57. Chalo Ishq Ladaaye (2002)
58. Humraaz (2002)
59. Yeh Hai Jalwa (2002)
60. Kyaa Dil Ne Kahaa (2002)
61. Aamdani Atthanni Kharcha Rupaiya (2001)
62. Jodi No.1 (2001)
63. Kahin Pyaar Na Ho Jaaye (2000)
64. Kurukshetra (2000)
65. Dulhan Hum Le Jayenge (2000)
66. Hello Brother (1999)
67. Bandhan (1998)

### Śpiew w playbacku w filmach
- Aashiq Banaya Aapne (2005)
- Aksar (2006)
- Banaras – A Mystic Love Story (2006)
- Humko Deewana Kar Gaye (2006)
- 36 China Town (2006)
- Tom Dick And Harry (2006)
- Phir Hera Pheri (2006)
- Cicho sza! (2006)
- Anthony Kaun Hai? (2006)
- Ahista Ahista (2006)
- Aap Ki Khatir (2006)
- Dil Diya Hai (2006)
- Rocky – The Rebel (2006)
- Red: The Dark Side (2007)
- Namastey London (2007)
- Shakalaka Boom Boom (2007)
- Good Boy Bad Boy (2007)
- Fool and Final (2007)
- Apne (2007)
- Aap Ka Suroor – The Real Love Story (2007)